# Metágenes
Metágenes (en griego antiguo: Μεταγένης, Metaghénēs; Cnosos, Siglo VI a. C.) fue un arquitecto e inventor griego antiguo.

## Biografía

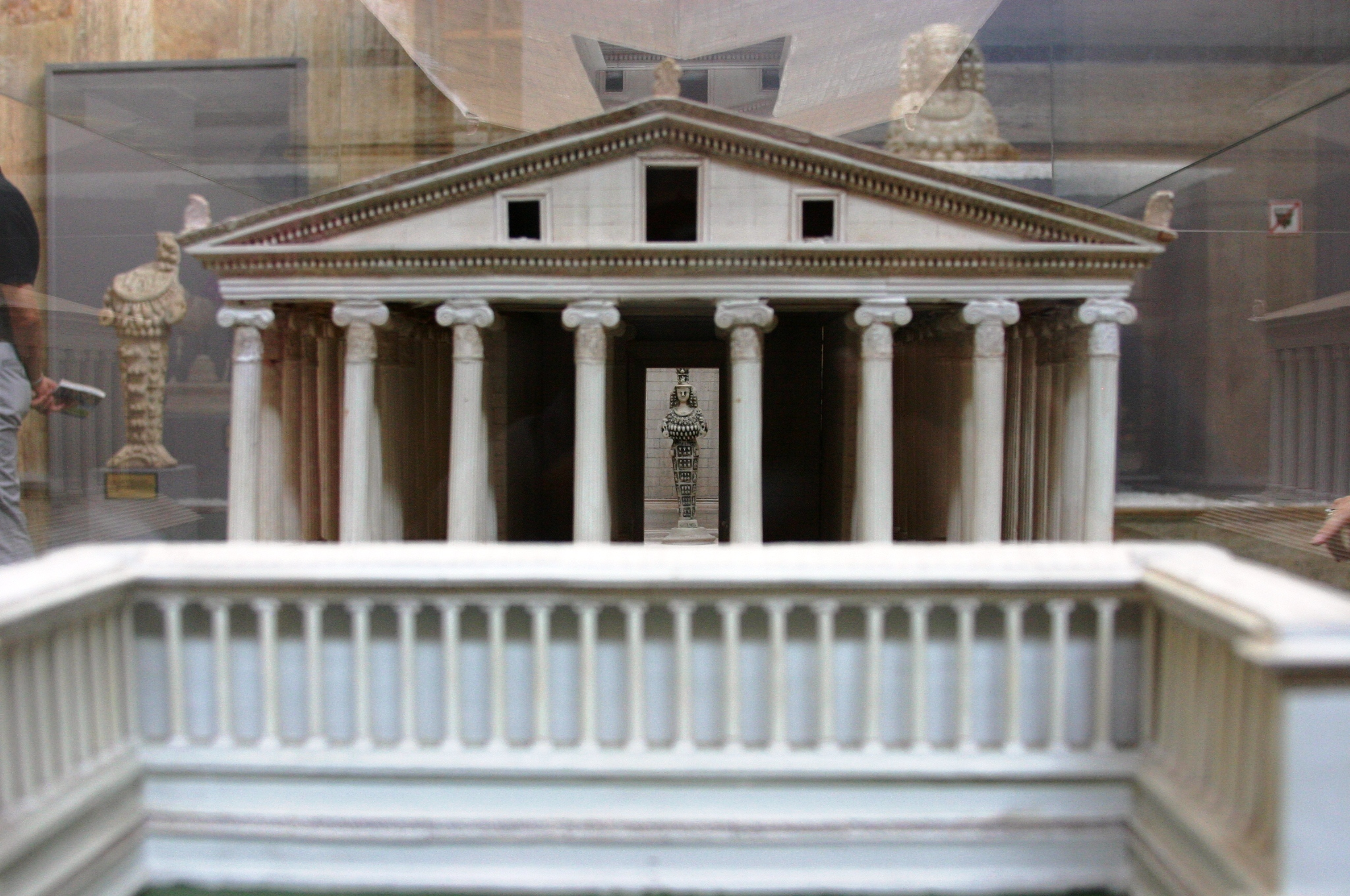
Maqueta del templo según las hipótesis reconstructivas más recientes. Obsérvese la estatua de la diosa en el centro del gran edificio, colocada en un espacio vacío: el Artemision, en efecto, debió parecer como una especie de patio rodeado por un inmenso pórtico, cuyo aspecto externo, sin embargo, evocaba la imagen canónica del templo de doble pendiente.

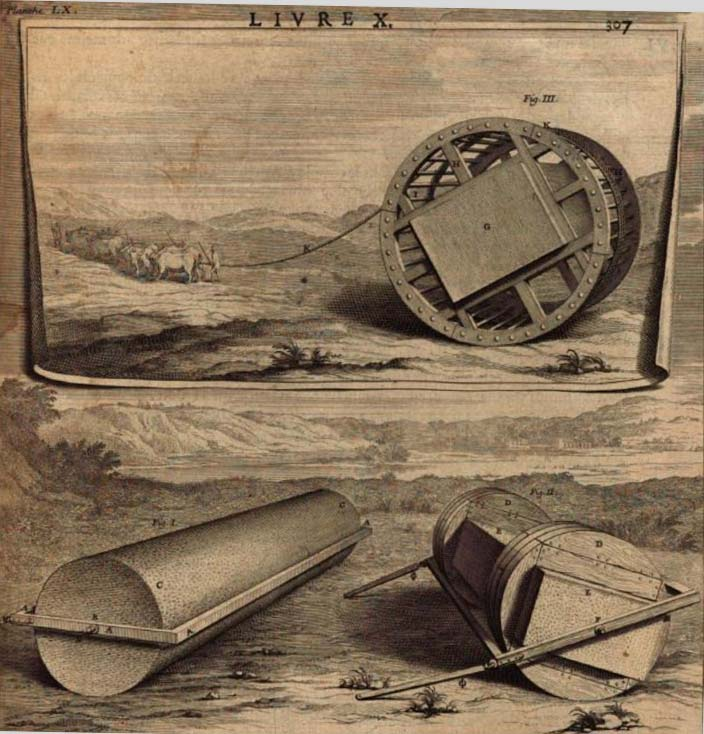
Máquinas descritas por Vitruvio en Los diez libros de arquitectura, utilizadas por Metágenes para transportar piedras de tamaño significativo desde la cantera hasta el templo.

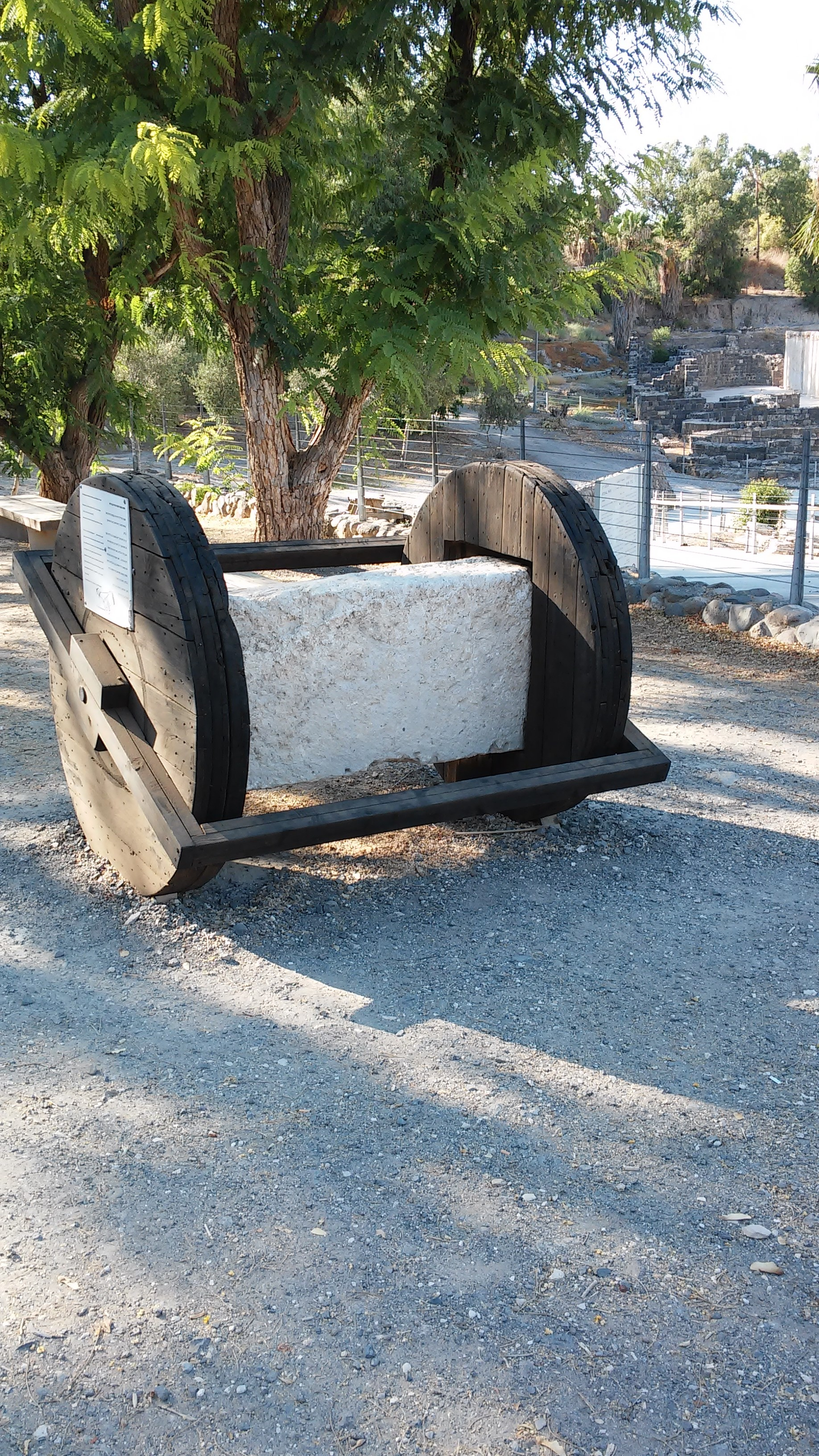
Una reconstrucción de las máquinas utilizadas por Metágenes para transportar piedras pesadas.

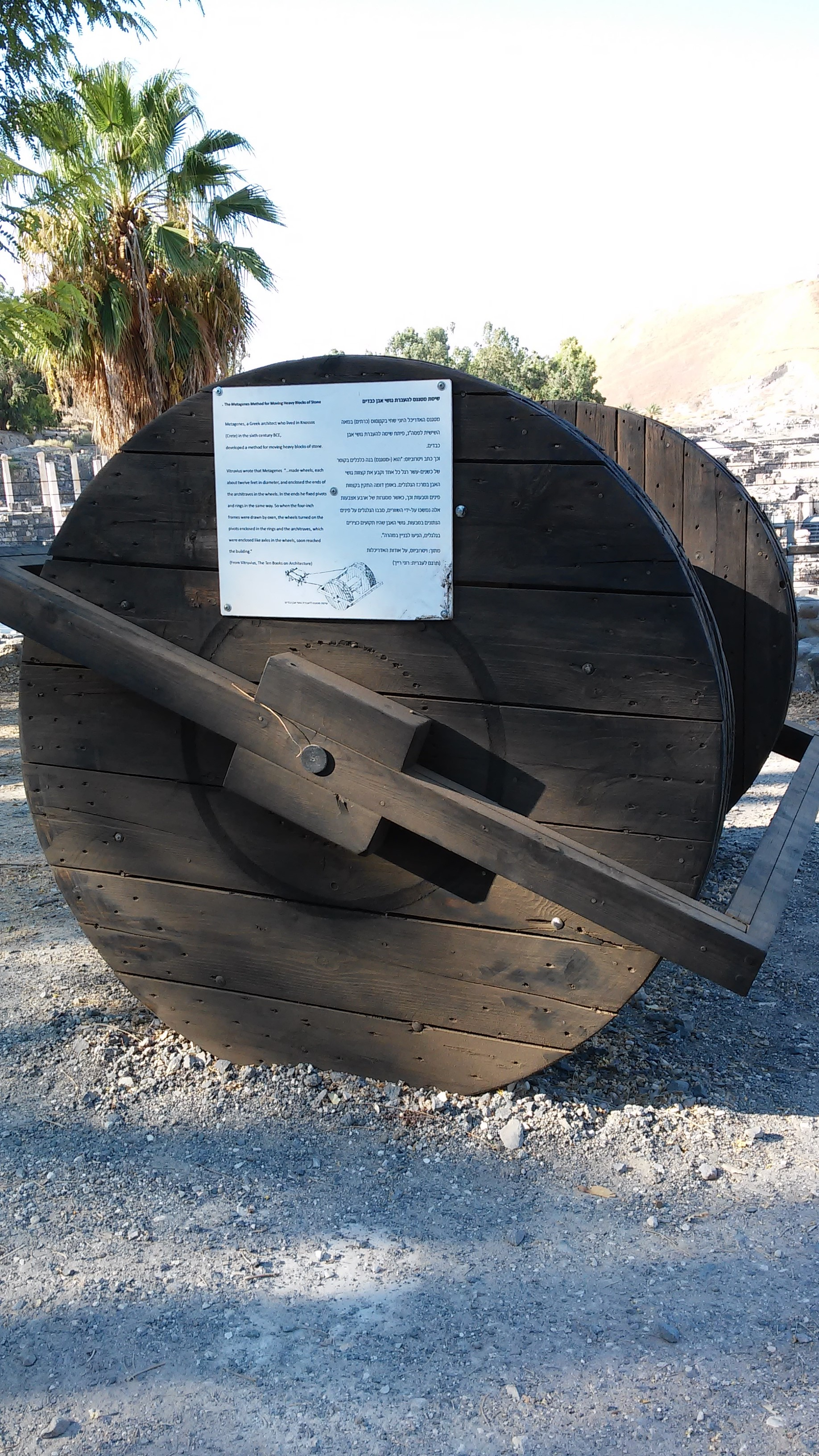
Una reconstrucción de las máquinas utilizadas por Metágenes para transportar piedras pesadas.

Metágenes nació en Cnosos en la isla de Creta, hijo del arquitecto Quersifrón.
Metágenes estuvo activo en la segunda mitad del siglo VI a. C.
Metágenes colaboró con Teodoro de Samos, experto en cimentaciones de terrenos pantanosos, y con su padre en la construcción del Artemision de Éfeso, considerada una de las siete maravillas del mundo antiguo, y junto con su padre escribió un documento sobre este edificio, mencionado por Vitruvio y Plinio el Viejo .
Plinio el Viejo informa que el templo fue construido por Quersifrón de Cnosos, quien, según Vitruvio (80 a. C. - ca.15 a. C.) fue ayudado por su hijo Metágenes. El tratado escrito por los dos arquitectos describía la información sobre las técnicas que adoptaron para transportar las columnas y luego los arquitrabes de la cantera gracias al uso de máquinas tiradas por bueyes inventadas por ellos, y para luego levantar los dinteles de las columnas.
Incluso Estrabón (ca. 60 a. C. - c. 24 a. C) se refiere a Quersifrón como arquitecto del templo arcaico, seguido de otro arquitecto cuyo nombre no menciona y que habría ampliado el edificio.
Según Diógenes Laercio (180 a. C. - 240 a. C.) en el diseño de los cimientos del templo colaboró también el arquitecto Teodoro de Samos, hijo de Reco, quien inicialmente había trabajado con su padre también para el Hereo de Samos : según Plinio, para evitar los problemas que planteaba el suelo sobre el que se construyó el templo, pantanoso y poco sólido, los cimientos se apoyaron sobre un lecho de carbón triturado y lana.
Al jubilarse Quersifrón, Metágenes continuó el trabajo iniciado por su padre. Dado que el edificio era voluminoso y era difícil colocar los cimientos debido al terreno pantanoso, Quersifrón se ocupó principalmente de la preparación del terreno y el transporte de las grandes columnas. Metagenes, en cambio, llevó a cabo la propia construcción con el levantamiento de las columnas, transporte e instalación del arquitrabe.
Los historiadores del arte plantean la hipótesis de que la primera actividad de Metágenes y su padre ya tuvo lugar en Jonia en la época de Aliates II, lo que demuestra la difusión de la actividad de los "Dedalides" de Creta en todo el Egeo, y la importancia de la arquitectura de la civilización minoica junto con los de Anatolia y Mesopotamia .

## Nota
1. 1 2 3 4 5  «Metagene». le muse VII. Novara. 1966. p. 428.
2. 1 2 3  «Dizionario storico di architettura: 2».
3. ↑  «appunti storia dell'architettura uno polimi».
4. 1 2 3 4  «Opere complete di Francesco Milizia risguardanti le belle arti ...».
5. 1 2 3  Plinio il Vecchio, Naturalis historia, 36, 21.
6. 1 2  Vitruvio, De architectura, 10, 2,11-12]
7. ↑  Strabone, Geografia, 14, 1,22-23.
8. ↑  Diogene Laerzio, Vite e dottrine dei filosofi illustri, 2, 103-104.

## Otros proyectos
- Wikimedia Commons contiene imágenes u otros archivos sobre Metágenes